# Starnoenas cyanocephala
Starnoenas cyanocephala — вид голубових. З грецької «cyanocephala» — блакитноголова, «starna» — куріпка, «oenas» — голуб.

## Поширення
Поширення: Куба. Цей вид зустрічається в підліску лісів низовини в тому числі болотистій місцевості, а іноді і в лісі нагір'я. Оцінка населення: лише від 1000 до 2400 птахів.

## Поведінка
Поживою є насіння, ягоди і равлики на землі в густому лісі, а іноді і на лісових доріжках. Зазвичай зустрічається в парах. Розмноження відбувається в основному в період з квітня по червень, гнізда розміщені на або близько до землі, часто серед коренів дерев або в порожнинах пнів, або вище, на горизонтальній гілці 2.5-8 м над землею. Голос нагадує голос куріпки.

## Морфологія
Близько 30 см в довжину, середня вага 225 грам. Статевий диморфізм відсутній. Верхня частина голови металево-синього кольору.

## Загрози та охорона
До прибуття Колумба, здається, був дуже численним відповідно до хронік того часу. Полювання й інтенсивне збезлісення, задля розвитку цукрової промисловості призвели до значного зниження чиселності. Як і всі птахи, які гніздяться на землі, вид залежить від наявності введених ссавців (свиня, кішка, собака, мангуст і щур). Місця, де вид найбільш численний — це природні парки національної системи природоохоронних територій. Полювання на нього заборонене. Є приклади вирощення в неволі.